# El hospital de la transfiguración
El hospital de la transfiguración (Szpital Przemienienia) es la primera novela del célebre escritor polaco Stanisław Lem, mundialmente conocido por su faceta de escritor de ciencia ficción.

## Marco histórico
Escrita en 1948 en Cracovia, se topó con numerosos problemas con la censura comunista, por lo que no pudo ser publicada hasta 1955, convirtiéndose en la segunda novela publicada por el autor, tras Los astronautas ("Astronauci"), novela de estilo utópico.
La novela El hospital de la transfiguración fue considerada «contrarrevolucionaria» por las autoridades polacas, que obligaron a Lem a que la convirtiera en la primera parte de una trilogía. A El hospital de la transfiguración se añadieron por tanto De entre los muertos y El retorno, formando la Trilogía del tiempo perdido (Czas nieutracony). Estas otras dos entregas de la trilogía fueron repudiadas por el autor, que siempre se negó a que fueran leídas.

## Sinopsis
Ambientada en los primeros tiempos de la ocupación alemana de Polonia, la novela narra las experiencias de un joven médico que acepta un empleo en un hospital psiquiátrico perdido en medio de un bosque, en pleno inicio de la Segunda Guerra Mundial. Sus reflexiones sobre el estado de sus pacientes se entrelazan con las que hace sobre el carácter, las manías y las obsesiones de sus colegas, que a veces parecen más enfermos que los propios internos.
Combinando unas descripciones llenas de sencillez y belleza con el retrato más descarnado del horror y la brutalidad del hospital, Lem ofrece la visión de un protagonista que aún conserva los rasgos de humanidad que traía del mundo exterior al encontrarse cara a cara con una realidad desoladora y sangrante. La única conexión que tendrá con su anterior manera de ver la vida serán las conversaciones con un escritor que vive recluido en el sanatorio, y su mediación en la historia de amor frustrada entre dos de sus colegas.
La llegada de los alemanes acabará de golpe con todo lo que le rodea y hará evidente que nada será como antes, y que la brutalidad ha invadido también el mundo exterior que él tenía como referente de cordura.

## Adaptaciones
El 28 de marzo de 1979, el director Edward Zebrowski presentó en Polonia una película del mismo título que la novela y basada en ella.